# Redha (filme)
Redha é um filme de drama malaio de 2016 dirigido e escrito por Tunku Mona Riza e Azril Hamzah. Foi selecionado como representante de seu país ao Oscar de melhor filme estrangeiro em 2017.

## Elenco
- Harith Haziq - Danial
- Remy Ishak - Azim
- June Lojong - Alina
- Namron - Razlan
- Nadiya Nissa - Shasha